# In alles de Liefde
De In alles de Liefde is een Remonstrantse kerk in de Nederlandse plaats Lochem. De kerk is in 1879 gebouwd naar ontwerp van J. Bosch. Nadat de kerk bijna geheel was afgebrand is de kerk in zijn huidige vorm in 1906 heropgebouwd. Aan de voorzijde van de kerk bevindt zich een duidelijk portaal. Daarboven is een rond venster aanwezig. De kerk wordt boven de ingang bekroond met een kleine achtkantige toren. In de kerk is een orgel aanwezig van de gebroeders Riel.
De kerk is in 2005 aangewezen als gemeentelijk monument.